# Dramaten

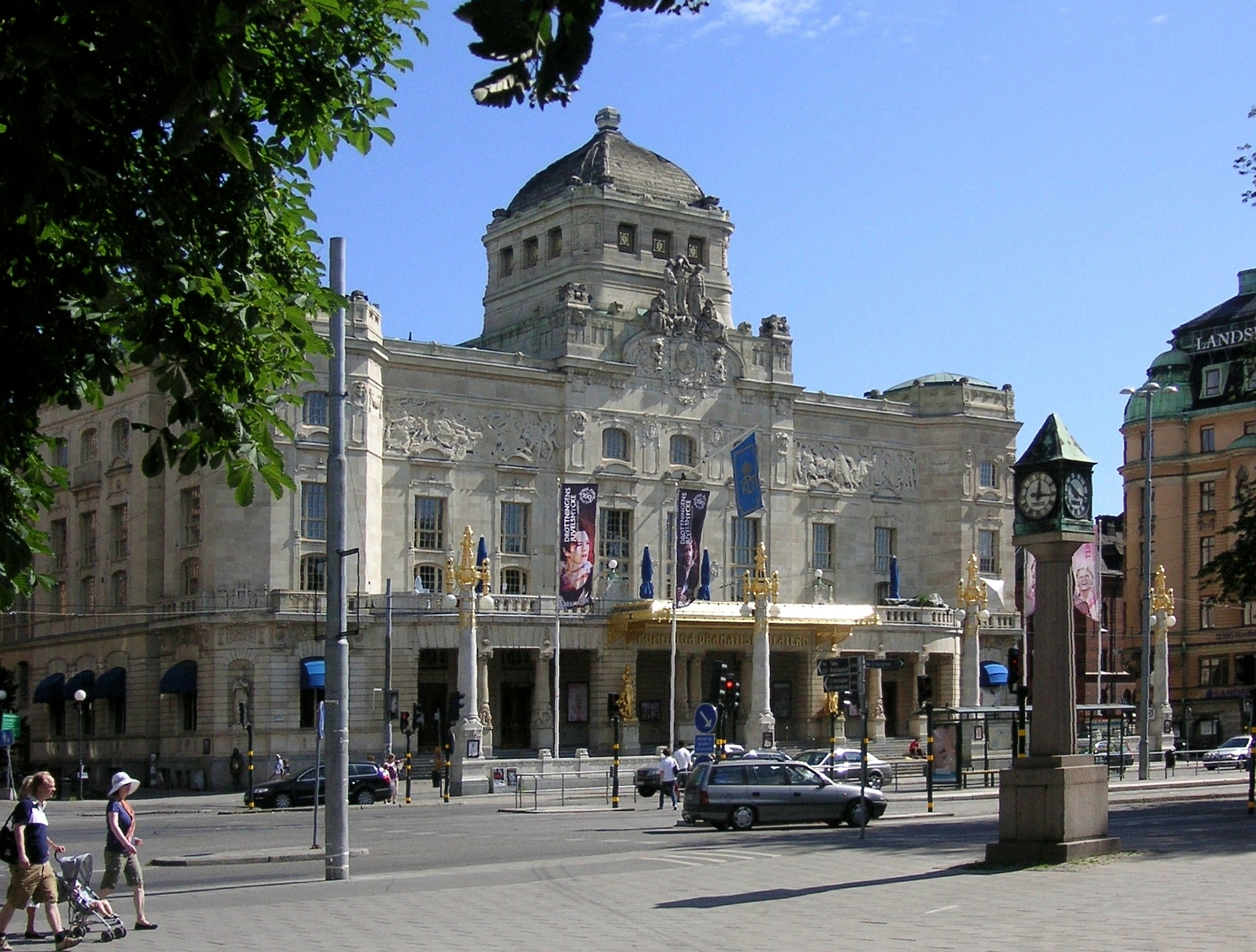
Foto del 2008.

El Dramaten o Kungliga Dramatiska Teatern, de Estocolmo, es el teatro más importante de Suecia. Fue fundado en 1788.
Desde 1908 el teatro tiene su actual localización en un edificio de estilo art nouveau en el Nybroplan, en el centro de Estocolmo, al lado del mar y del puerto. Antes de 1908 no se lo denominaba con el término 'Dramaten', aunque hoy entra incluso en su logo, por ello su uso debería estrictamente restringirse a los siglos XX y XXI. Fue construido por el arquitecto Fredrik Lilljekvist y su decoración fue realizada, entre otros, por los artistas Carl Milles y Carl Larsson.
Unas mil representaciones anuales se desarrollan en los ocho espacios que componen en la actualidad el Dramaten.
La escuela de este Teatro Dramático Real —la llamada Dramatens elevskola— ha dado numerosos actores y directores, como Gustaf Molander (que enseñó en ella), Alf Sjöberg, Greta Garbo, Vera Schmiterlöw, Signe Hasso, Ingrid Bergman, Gunnar Björnstrand, Max von Sydow y Bibi Andersson. 
En 1967, dicha escuela se convirtió en una institución independiente, la Academia Nacional Sueca para actores.

## Historia

### El Teatro Dramático Real
El primer teatro sueco se construyó en Bollhuset y Lejonkulan en 1667, pero empleaba compañías extranjeras. Era un teatro de corte y sólo algunas veces se abría al público. La primera pieza sueca, Den Svenska Sprätthöken, se representó casi un siglo después, en 1737, por una compañía teatral del país.
En ese año el rey Gustav III impulsó a los talentos suecos y fundó la Real Ópera Sueca en Bollhuset. En el mismo edificio se creó un teatro para drama en el año 1787. Solo duró un año porque el director huyó de sus acreedores. Un espacio nacional de arte dramático fue impulsado por la monarquía en 1788. Era el Teatro Real (Kungliga Teatern) cuyas funciones se dividían realmente en el teatro cantado y el teatro hablado (Dramatiska); en 1798 se reforzó la unión.
En 1825, el viejo inmueble teatral tuvo un incendio, por lo cual durante cuarenta años se hacían las representaciones teatrales en el mismo lugar que la ópera. Hubo grandes protestas salariales de los actores, desde 1834. El monopolio teatral quebró en 1842, y se fundó un Nuevo Teatro en Estocolmo.
En 1863, el Teatro Dramático Real compró el local de un antiguo teatro, el Mindre teatern, y se trasladaron a ese lugar, donde permanecieron hasta 1907. Representaron los grandes dramas del siglo XIX, piezas de Henrik Ibsen y Anton Chejov, pero también las más recientes de August Strindberg, como Camino hacia Damasco.

### El Dramaten
Desde comienzos del siglo XX se señalaba a menudo que las nuevas obras escandinavas, de gran altura y éxito, estaban siendo representadas en un lugar viejo y polvoriento. Así que hubo diversos proyectos de restauración, hasta que el rey Oscar II decidió construir un nuevo edificio. Lo hizo al lado del mar, en el Nybroplan, en pleno centro de Estocolmo: allí se levantó una gran edificación, estilo Art Nouveau, el Dramaten; fue construido por el arquitecto Fredrik Lilljekvist, y decorado, ente otros, por dos artistas de prestigio, Carl Milles y Carl Larsson. Ese es el mismo lugar en el que el Dramaten sigue en el presente.
Aquí, escritores legendarios, como los hermanos Olof Molander y Gustaf Molander, Alf Sjöberg o Ingmar Bergman dieron forma y rigor al teatro sueco, y lograron con su esfuerzo que Suecia tuviese peso en la historia teatral del siglo XX.
En los años cuarenta, especialmente, el antes actor Sjöberg empezó a dirigir en el Dramaten y presentó 138 montajes de obras tanto clásicas (Shakespeare, Molière, Ibsen, Strindberg) como más modernas (O'Neill, Brecht, García Lorca y Arthur Miller). Por su excelente puesta en escena de Eugene O'Neill, el escritor norteamericano concedió al Dramaten el privilegio de estrenar allí su obra Largo viaje hacia la noche. Hoy el Dramaten de Estocolmo otorga el Premio O’Neill, en recuerdo de ese vínculo. 
En los años sesenta, además, el propio Alf Sjöberg dio entrada a Bertolt Brecht en el Dramaten (y en el teatro sueco), efecto de la visita que Sjöberg hizo al Berliner Ensemble de Berlín unos años antes (y que pasó desapercibido).
Por su parte, Ingmar Bergman, cineasta que dirigió obras de teatro desde su juventud en provincias, trabajó finalmente en el Dramaten, durante décadas e incorporó a Bertolt Brecht, Witold Gombrowicz o Peter Weiss en sus repertorios. Bergman hizo un cambio radical en la institución cuando fue director general del gran teatro de Estocolmo entre 1963 y 1966 (Sjöberg fue apoyado por él). En poco tiempo logró marcar una época en el Dramaten: reorganizó el trabajo interno, aumentó los salarios de los actores, abrió los ensayos al público, animó las giras a provincia, impulsó el teatro infantil y atrajo a los jóvenes rebajando los precios de las entradas. Por añadidura, Bergman, con apoyo del Parlamento, utilizó su doble prestigio para lograr que la cultura sueca repercutiese en el mundo a través de las giras europeas (que han incluido a España).
Su gran amigo, el actor y escritor Erland Josephson, le tomó el relevo en la dirección del Dramaten y prosiguió con brillantez su impulso entre 1966 y 1975. Varias mujeres lo han dirigido posteriormente; desde el año 2009 la dirección estuvo a cargo de Marie-Louise Ekman (n. 1944), directora de teatro y de cine. Desde 2015 la dirección pasó a manos de Eirik Stubø.

## Los ocho espacios del Dramaten
- Stora scenen, El gran escenario: sala principal. Desde 1908 (720 asientos).
- Lilla scenen, El pequeño escenario: sala secundaria. Desde 1945; renovado en el 2000 (340 asientos).
- Målarsalen, La sala de pintura: un estudio teatral. Desde 1971 (160 asientos).
- Tornrummet, La habitación de la torre: el espacio íntimo. Usado para la Escuela teatral (60 asientos).
- Lejonkulan, para los jóvenes dramaturgos.
- Stora Elverket, para obras contemporáneas y escritores nuevos.
- Lilla Elverket, el más reducido.

## Directores
Del Dramaten:
- (desde 2015) - Eirik Stubø
- (desde 2009) - Marie-Louise Ekman
- (2002-2008) - Staffan Valdemar Holm
- (1997-2002) - Ingrid Dahlberg
- (1986-1997) - Lars Löfgren
- (1985-1985) - Ingvar Kjellson
- (1981-1985) - Lasse Pöysti
- (1975-1981) - Jan-Olof Strandberg
- (1966-1975) - Erland Josephson
- (1963-1966) - Ingmar Bergman
- (1951-1963) - Karl Ragnar Gierow
- (1948-1961) - Ragnar Josephson
- (1938-1948) - Pauline Brunius
- (1934-1938) - Olof Molander
- (1928-1934) - Erik Wettergren
- (1922-1928) - Tore Svennberg
- (1910-1922) - Tor Hedberg
- (1908-1910) - Knut Michaelson

Del Teatro Dramático:
- (1904-1907) - Gustaf Fredriksson
- (1898-1904) - Nils Personne
- (1888-1898) - Gustaf Fredriksson
- (1883-1888) - Anders Willman
- (1881-1883) - Henrik Westin
- (1866-1881) - Erik Vilhelm af Edholm
- (1861-1866) - Eugène von Stedingk
- (1860-1860) - Daniel Hwasser
- (1856-1860) - Gunnar Olof Hyltén-Cavallius
- (1852-1856) - Knut Bonde
- (1848-1852) - Svante Gustaf Schyberg
- (1844-1848) - Hugo Adolf Hamilton
- (1840-1844) - Svante Gustaf Schyberg
- (1838-1840) - Karl David Forsberg
- (1838-1844) - Alexis Baeckman
- (1832-1838) - Per Westerstrand
- (1831-1832) - Bernhard von Beskow
- (1827-1831) - Karl Johan Puke
- (1823-1827) - Gustaf Lagerbjelke
- (1818-1823) - Gustav Fredrik Åkerhielm
- (1818-1818) - Óscar I de Suecia
- (1818-1818) - J. P. Törner
- (1812-1818) - Gustav Löwenhielm
- (1810-1812) - Anders Fredrik Skjöldebrand
- (1804-1810) - Abraham Niclas Clewberg-Edelcrantz
- (1798-1804) - J. Hugo Hamilton
- (1792-1798) - Klaes Rålamb
- (1788-1792) - Gustaf Mauritz Armfelt